# Вамп
Вамп (англ. Vamp) — американський комедійний фільм жахів.

## Сюжет
Двоє друзів Кит і Ей Джей зголосилися привезти стриптизерку на студентську вечірку. У нічному клубі «Після заходу» у них розбігаються очі від достатку підходящих кандидатур. Вони не помітили нічого незвичайного, поки власниця закладу — спокуслива Катріна не показала свої гостренькі зубки.

## У ролях
- Кріс Мейкпіс — Кит
- Сенді Берон — Вік
- Роберт Раслер — Ей Джей
- Діді Пфайфер — Амаретто
- Гедде Ватанабе — Дункан
- Грейс Джонс — Катріна
- Біллі Драго — Сноу
- Бред Логан — Влад
- Ліза Ліон — Сіммарон
- Джим Бойл — лідер братства
- Ларрі Спінак — студент
- Ерік Велш — студент
- Стюарт Роджерс — студент